# Heinrich von Delwig
Heinrich von Delwig (* 15. Oktober 1620 in Livland im Baltikum; † 7. Januar 1696 in Hamburg) war schwedischer Generalleutnant und zuletzt Oberkommandant von Hamburg.

## Familie
Heinrich von Delwig stammte aus der deutsch-baltischen Familie Delwig. Sein Vater war Walter von Delwig. 1666 heiratete Heinrich die Hamburgerin Catharina Wördenhoff, welche ihm ansehnliche Güter im Mecklenburgischen zutrug, später erfolgte eine zweite Ehe, aus der zwei Töchter hervorgingen. Er wurde am 12. Februar in der St. Michaeliskirche in Hamburg beerdigt.

## Laufbahn
Nach dreijähriger Dienstzeit als Page und bei der Leibgarde am Hofe des Königs von Polen diente er unter General Graf Friedrich zu Dohna und nahm somit an den Kämpfen in den Niederlanden teil.
Anschließend verdiente er sich in königlich französischen Diensten unter Gassion, Turenne und Condé.
Hierauf trat er in den Dienst seines Landesherrn, des Königs Karl Gustav von Schweden. Zuerst kämpfte er unter dem Grafen de la Gardie gegen Polen, um anschließend an den Kämpfen in Holstein und Dänemark aktiv teilzunehmen. Bereits 1665 kommandierte er die aus Schweden nach Deutschland geschickten Truppen und führte dieselben 1669 nach Schweden zurück. Als Generalmajor erhielt er nunmehr die Inspektion über alle schwedischen im Truppen im Herzogtum Bremen und die Kommandantur in Stade, wo er schließlich zum Generalleutnant ernannt wurde.
Im Februar 1676 trat er in den Dienst Hamburgs, quittierte jedoch bereits 1677, um für die Niederlande an den beiden Feldzügen gegen Frankreich teilzunehmen. Für die Eroberung von Bonn wurde er vom Kurfürsten Friedrich Wilhelm von Brandenburg mit dessen Brustbild beschenkt. Es folgte die Hebung in den Reichsfreiherrenstand durch Kaiser Leopold.
1691 verließ er den holländischen Dienst, um im Januar 1692 erneut in Hamburg als Oberkommandant von Festung und Garnison seine Karriere zu beschließen.